# John Hattendorf

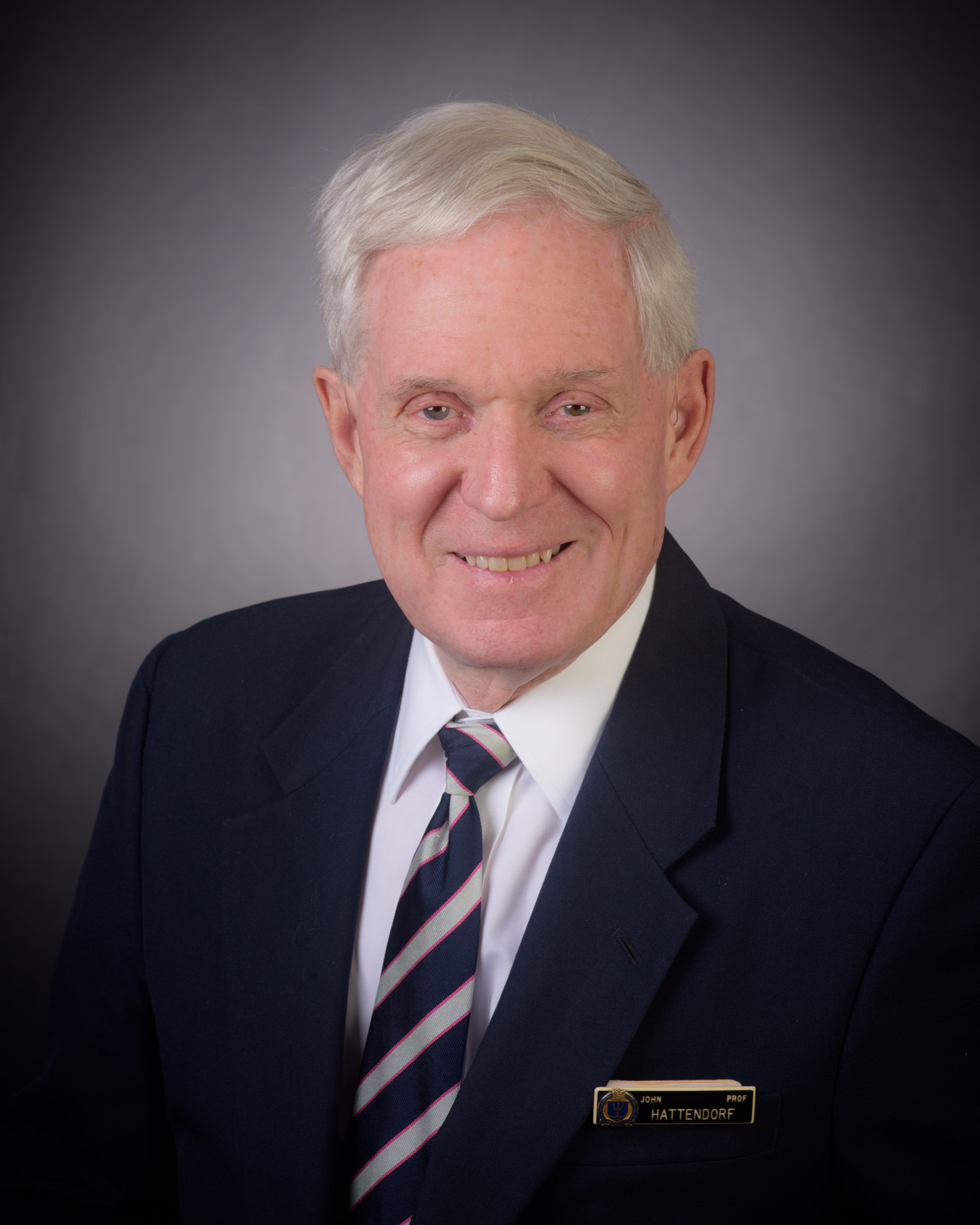
John Hattendorf (2016)

John Brewster Hattendorf (* 22. Dezember 1941 in Western Springs, Illinois) ist ein US-amerikanischer Marinehistoriker. Er ist emeritierter Professor am Naval War College in Newport.
Hattendorf studierte am Kenyon College (Bachelor-Abschluss 1964), an der Brown University (Master-Abschluss 1971) und am Pembroke College der University of Oxford, an dem er 1979 in Militärgeschichte promoviert wurde. Gegenstand der Dissertation war die britische Gesamtstrategie im Spanischen Erbfolgekrieg. Dazwischen diente er von 1965 bis 1973 als Offizier auf Zerstörern im Vietnamkrieg: auf der USS O’Brien (1965–1967), USS Purdy (1969–1971) und USS Fiske (1971–1972). 1972 wurde er als Instructor und Forschungsassistent des Präsidenten an das US Naval War College abkommandiert und zum Leutnant befördert. 1977 wurde er, nunmehr Zivilist, Assistant Professor, 1981 Associate Professor. Von 1983 bis 2016 war er Professor für Marinegeschichte am Naval War College, wo er auch ab 2003 Vorstand der Abteilung Marinegeschichte und Direktor des Naval War College Museum war.
Hattendorf war Gastwissenschaftler am Militärgeschichtlichen Forschungsamt, der Universität Singapur und am Pembroke College in Oxford. Hattendorf erhielt die Caird Medal des National Maritime Museum in Greenwich, den Samuel Eliot Morrison Award der USS Constitution Museum Foundation, den Mahan Award der Navy League of the United States und den K. Jack Bauer Award der North American Society for Oceanic History. Von 2006 bis 2008 stand er dem Beratungskomitee der US Navy für Marinegeschichte vor.
Er war Vizepräsident der Hakluyt Society, ist Fellow der Royal Historical Society, war im Rat der Navy Records Society und ist korrespondierendes Mitglied für die USA der Society for Nautical Research. 1997 wurde er Ehrendoktor des Kenyon College.

## Schriften
Er ist Ko-Autor der The Oxford Illustrated History of the Royal Navy und der The Oxford Illustrated History of Modern Warfare und Herausgeber der Oxford Encyclopedia of Maritime History (2007) und Classics in Sea Power (US Naval Institute Press).
- mit Robert S. Jordan Maritime Strategy and the Balance of Power. Britain and America in the Twentieth Century, Macmillan 1989
- Herausgeber mit Malcolm Murfett: The limitations of military power, St. Martin’s Press 1999
- mit B. Mitchell Simpson III, John R. Wadleigh Sailors and scholars, The centennial history of the U.S. Naval War College, Naval War College Press 1984
- America and the Sea. A Maritime History, Mystic, Connecticut, Mystic Seaport Museum 1998
- England in the War of the Spanish Succession. A study of the English view and conduct of grand strategy, 1702–1712, New York: Garland 1987
- The Evolution of the U.S. Navy’s Maritime Strategy, 1977–1986, Naval War College, Newport Papers 19, 2004
- Newport, the French Navy, and American Independence, 2004, 2005
- Naval History and Maritime Strategy. Collected Essays, Krieger 2000
- Talking About Naval History. A Collection of Essays, Naval War College Press 2011
- mit Benjamin Wood Labaree, William M. Fowler, Jeffrey Safford, Edward W. Sloan, Andrew German America and the Sea. A Maritime History 1998
- The evolution of the U.S. Navy’s maritime strategy, 1977–1986, Naval War College 2004
- Herausgeber Mahan on naval strategy. Selections from the writings of Rear Admiral Alfred Thayer Mahan, Annapolis: Naval Institute Press 1991
- Herausgeber mit R. J. B. Knight, A. W. H. Pearsall, N. A. M. Rodger, Geoffrey Till, Sainsbury: British Naval documents, 1204–1960, Navy Records Society, 1993
- mit Dean King: Harbors and high seas An Atlas and Geographical Guide to the complete Aubrey-Maturin novels of Patrick O’Brian, 3. Auflage 2000, Holt Paperback, New York
- Herausgeber Maritime History, 2 Bände, Krieger 1997
- Herausgeber mit Dean King Every man will do his duty. An anthology of first-hand accounts from the age of Nelson, 1793–1815, New York: Henry Holt 1997
- Herausgeber: Doing naval history. Essays toward improvement, Naval War College Press 1995
- Herausgeber U.S. Naval Strategy in the 1990s. Selected Documents, Naval War College Press, 2006
- Herausgeber: U.S. Naval Strategy in the 1970s. Selected Documents Naval War College Press, 2007
- Herausgeber: U.S. Naval Strategy in the 1980s. Selected Documents, Naval War College Press, 2008
- Herausgeber mit Richard W. Unger: War at sea in the Middle Ages and the Renaissance, Boydell Press 2003